# ペンダー郡 (ノースカロライナ州)
ペンダー郡（英: Pender County）は、アメリカ合衆国ノースカロライナ州の南部に位置する郡である。2010年国勢調査での人口は52,217人であり、2000年の41,082人から27.1%増加した。郡庁所在地はバーゴー町（人口3,872人）であり、同郡で人口最大の町でもある。
ペンダー郡はウィルミントン大都市圏に属している。

## 歴史
ペンダー郡は1875年にニューハノバー郡から分離して設立された。郡名はエッジコム郡出身のウィリアム・ドーシー・ペンダーに因んで名付けられた。ペンダーは南軍の将軍であり、ゲティスバーグの戦いで致命傷を負った。州内では南東部にあり、大西洋と、ニューハノバー、ブランズウィック、コロンバス、ブレイデン、サンプソン、デュプリン、オンスローの各郡に接している。現在の陸地面積は870.76平方マイル (2,255.3 km2) であり、1990年の人口は28,855人だった。郡政委員会は最初の会合をロッキーポイントで開催するよう命じられた。コーワンの町を郡庁所在地として設立する法が作られた。1877年、この町に関する法の部分を撤回する法案が通り、郡庁所在地をサウスワシントンあるいは有権者の過半数が支持する場所へ移すことを住民投票に問うための法が成立した。どの場所が選ばれたとしても、その町はスタンフォードと呼ばれることになっていた。1879年、スタンフォードがバーゴーと改名され、法人化された。これが現在の郡庁所在地である。

## 郡政府
ペンダー郡は地域のケープフェア自治体委員会のメンバーである。郡政府は郡政委員会と郡マネジャーによって運営されている。

## 地理
アメリカ合衆国国勢調査局に拠れば、郡域全面積は933平方マイル (2,416 km2)であり、このうち陸地871平方マイル (2,255 km2)、水域は62平方マイル (160 km2)で水域率は6.64%である。

### 郡区
ペンダー郡は10の郡区に分かれている。バーゴー、ケーンタック、キャズウェル、コロンビア、グレイディ、ホリー、ロングクリーク、ロッキーポイント、トップセイル、ユニオンの各郡区である。

### 主要高規格道路
- 州間高速道路40号線
- アメリカ国道17号線
- アメリカ国道117号線
- アメリカ国道421号線
- ノースカロライナ州道11号線
- ノースカロライナ州道50号線
- ノースカロライナ州道53号線
- ノースカロライナ州道133号線
- ノースカロライナ州道210号線

### 隣接する郡
- デュプリン郡 - 北
- オンスロー郡 - 北東
- ニューハノバー郡 - 南
- ブランズウィック郡 - 南南西
- コロンバス郡 - 南西
- ブレイデン郡 - 西
- サンプソン郡 - 北西

### 保護地域
- ホリー・シェルター動物地
- ムーアズクリーク国立戦場跡

## 人口動態
以下は2000年国勢調査による人口統計データである。
| 基礎データ - 人口: 41,082人 - 世帯数: 16,054 世帯 - 家族数: 11,719 家族 - 人口密度: 18人/km2（47人/mi2） - 住居数: 20,798軒 - 住居密度: 9軒/km2（24軒/mi2） 人種別人口構成 - 白人: 72.74% - アフリカン・アメリカン: 23.58% - ネイティブ・アメリカン: 0.49% - アジア人: 0.18% - 太平洋諸島系: 0.03% - その他の人種: 2.03% - 混血: 0.94% - ヒスパニック・ラテン系: 3.64% | 年齢別人口構成 - 18歳未満: 23.2% - 18-24歳: 7.4% - 25-44歳: 29.5% - 45-64歳: 25.8% - 65歳以上: 14.1% - 年齢の中央値: 39歳 - 性比（女性100人あたり男性の人口） - 総人口: 101.2 - 18歳以上: 99.5 世帯と家族（対世帯数） - 18歳未満の子供がいる: 29.4% - 結婚・同居している夫婦: 57.9% - 未婚・離婚・死別女性が世帯主: 11.2% - 非家族世帯: 27.0% - 単身世帯: 22.9% - 65歳以上の老人1人暮らし: 8.5% - 平均構成人数 - 世帯: 2.49人 - 家族: 2.90人 | 収入と家計 - 収入の中央値 - 世帯: 35,902米ドル - 家族: 41,633米ドル - 性別 - 男性: 31,424米ドル - 女性: 21,623米ドル - 人口1人あたり収入: 17,882米ドル - 貧困線以下 - 対人口: 13.6% - 対家族数: 9.5% - 18歳未満: 18.6% - 65歳以上: 14.4% |

## 都市と町

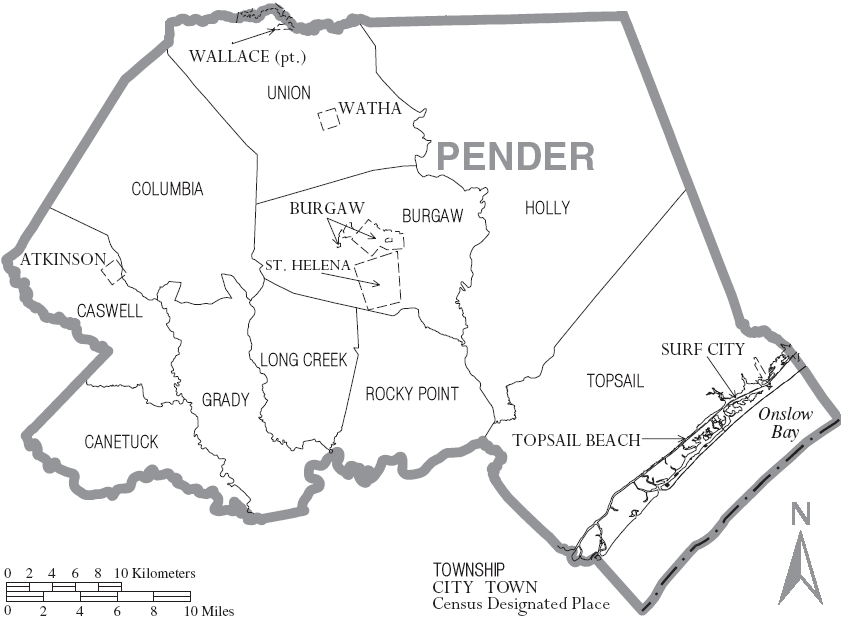
ペンダー郡の自治体と郡区

| - アトキンソン - バーゴー - 郡庁所在地 - セントヘレナ - サーフシティ | - トップセイルビーチ - ウィサ - ウィラード |

### 未編入の町
| - チャリティ - カリー - ハンプステッド | - モンタギュー - レジスター - ロッキーポイント | - スループポイント - ヤマクロウ |